# Trichoceromyza livida
Trichoceromyza livida är en tvåvingeart som beskrevs av Blanchard 1852. Trichoceromyza livida ingår i släktet Trichoceromyza, ordningen tvåvingar, klassen egentliga insekter, fylumet leddjur och riket djur. Inga underarter finns listade i Catalogue of Life.